# معسكر أشغال

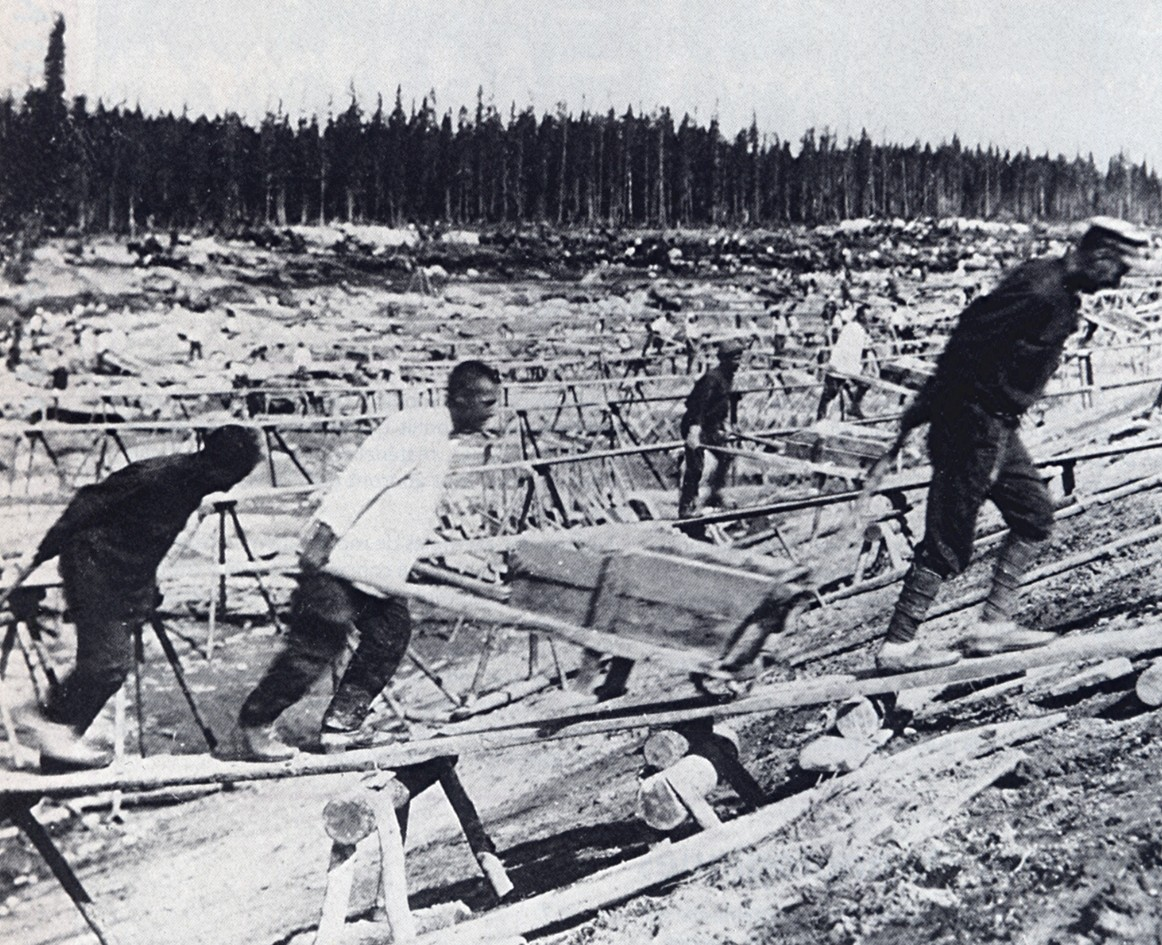
افتتحت قناة البحر الأبيض-البلطيق في 2 أغسطس 1933 أول مشروع صناعي رئيسي تم إنشاؤه في الاتحاد السوفيتي باستخدام السخرة فقط.

معسكر العمل أو معسكر أشغال هو مرفق احتجاز يُجبر النزلاء على الانخراط في أشغال عقابية كشكل من أشكال العقوبة. يوجد في معسكرات العمل العديد من الجوانب المشتركة مع العبودية والسجون (خاصة مزارع السجون). تختلف الظروف في معسكرات العمل اعتمادًا على المشغلين.
في القرن العشرين، وضعت فئة جديدة من معسكرات العمل لسجن ملايين الأشخاص الذين لم يكونوا مجرمين في حد ذاتهم، لكن المعارضين السياسيين (حقيقيين أو متخيلين) ومختلف ما يسمى غير المرغوب فيهم في ظل الأنظمة الشيوعية والفاشية، سواء الشمولية. بعض هذه المعسكرات كانت يطلق عليها اسم «مرافق إعادة التعليم» للإكراه السياسي، ولكن معظم المعسكرات الأخرى كانت بمثابة العمود الفقري للصناعة والزراعة لصالح الدولة، وخاصة في أوقات الحرب. الاتفاقية رقم 105 من منظمة العمل الدولية التابعة للأمم المتحدة، التي تم تبنيها دولياً في 27 يونيو 1957، ألغت معسكرات العمل القسري.

## معسكرات العمل في القرن العشرين
- ألبانيا الاشتراكية

- حلفاء الحرب العالمية الثانية

عمل حلفاء الحرب العالمية الثانية على عدد من معسكرات العمل بعد الحرب. في مؤتمر يالطا عام 1945، تم الاتفاق على استخدام السخرة الألمانية غصبا عنهم. كانت غالبية المعسكرات في الاتحاد السوفيتي، لكن أكثر من مليون ألماني أُجبروا على العمل في مناجم الفحم الفرنسية والمزارع البريطانية، بالإضافة إلى 500,000 في وحدات الخدمة العسكرية التي تديرها الولايات المتحدة في ألمانيا المحتلة نفسها. انظر العمل القسري للألمان بعد الحرب العالمية الثانية.
- بلغاريا الشيوعية

- بورما

وفقًا لصحيفة نيو ستيتسمان، عملت الحكومة العسكرية البورمية، من 1962 إلى 2011، على حوالي 91 معسكرًا للعمل للسجناء السياسيين.
- الصين

كان الكومينتانغ المناهض للشيوعية يدير معسكرات مختلفة بين عامي 1938 و1949، بما في ذلك معسكر العمل الشمالي الغربي للشباب والناشطين.
أدار الحزب الشيوعي الصيني العديد من معسكرات العمل لبعض الجرائم على الأقل منذ توليه السلطة في عام 1949. تم وضع العديد من قادة الصين في معسكرات العمل بعد عمليات التطهير، بما في ذلك دنغ شياو بينغ وليو شاوتشي.
أصدرت اللجنة الدائمة للمجلس الوطني لنواب الشعب لجمهورية الصين الشعبية، التي اختتمت أعمالها في 28 ديسمبر 2013، قرارًا بشأن إلغاء الأحكام القانونية المتعلقة بإعادة التأهيل من خلال العمل.
- كوبا

ابتداءً من نوفمبر 1965، تم استدعاء الأشخاص الذين تم تصنيفهم على أنهم «ضد الحكومة» إلى معسكرات العمل المشار إليها باسم «الوحدات العسكرية لمساعدة الإنتاج» (UMAP).
- تشيكوسلوفاكيا الاشتراكية